# Provenchères-lès-Darney
Provenchères-lès-Darney – miejscowość i gmina we Francji, w regionie Grand Est, w departamencie Wogezy.
Według danych na rok 1990 gminę zamieszkiwało 177 osób, a gęstość zaludnienia wynosiła 20 osób/km² (wśród 2335 gmin Lotaryngii Provenchères-lès-Darney plasuje się na 868. miejscu pod względem liczby ludności, natomiast pod względem powierzchni na miejscu 677.).